# Église Notre-Dame de Wetzlar
Pour les articles homonymes, voir Église Notre-Dame.
L'église collégiale Notre-Dame ou dôme de Wetzlar appelé couramment "cathédrale de Wetzlar" est une église située dans la ville de Wetzlar, dans le Land de Hesse en Allemagne. Elle n'est cependant pas une cathédrale n'ayant jamais été le siège d'un évêque, mais était une église collégiale, dite dôme en allemand. L'église est utilisée à la fois par les catholiques et par les protestants, c'est donc une église simultanée. Elle combine à la fois les styles roman, gothique et baroque.